# Плем'я Гада
Пле́м'я Га́да (івр. שֵׁבֶט גָּד‬‬‬‬, Shevet Gad; лат. tribus Gad) — одне з племен (колін) Ізраїлевих. Родовід вело від Гада, сьомого сина Якова (від Зілпи).
При розділі Палестини воно, маючи безліч стад худоби, отримало територію разом з Рувимовим коліном і половиною Манасієвого коліна на східному березі річки Йордан. Незважаючи на пастушачий спосіб життя, виділялася своєю войовничістю. Було на передньому краї ізраїльського народу за Йорданом, воно активно допомагало своїм одноплемінникам завойовувати палестинські землі, вело успішні та переможні війни з агарянами, ісмаїлітами та іншими аравійськими племенами того часу. Коліно Гадове раніше за інших ізраїльських племен стало об'єктом нападів ассирійських царів. У часи пророцтва Єремії його територія була завойована амонітами, а в 733—732 до н.д. приєднана до Ассирії.